# Maturin Veyssière de la Croze
Maturin Veyssière de la Croze (ur. 4 grudnia 1661 w Nantes, zm. 21 maja 1739 w Berlinie) – francuski uczony, bibliotekarz królewski w Prusach, członek założonej w 1700 r. Berlińsko-Brandenburskiej Akademii Nauk. Był erudytą i poliglotą. We wcześniejszym okresie życia był uczonym katolickim, benedyktynem. Pod wpływem jansenizmu odszedł z kościoła katolickiego. Głosił, iż jest chrześcijaninem bezwyznaniowym, nienależącym do żadnego z kościołów, do żadnej z istniejących wspólnot wyznaniowych. Prowadził badania nad Pismem Świętym. Był propagatorem stoickiej postawy w życiu, a za wzór moralny stawiał jednego z najbardziej znanych stoików wszech czasów, cesarza rzymskiego Marka Aureliusza. Przyjaźnił się z tak znanymi przedstawicielami elit intelektualnych swojej epoki jak Gottfried Wilhelm Leibniz i Pierre Bayle. Był mistrzem Duhana de Jandun – wychowawcy Fryderyka II Wielkiego. Duhan przekazywał przyszłemu królowi Prus nauki, jakie sam otrzymał od swojego nauczyciela, przez co Fryderyk Wielki, także w swoim dorosłym życiu wysoko cenił wartości stoickie oraz postać Marka Aureliusza.